# Апти-Шейх
Апти-Шейх, Апти Баширов, Абдулмуталип Баширов (чечен. Апти-шейх, кум. Абутай; 1833/34, Эндирей — 1894 год, Аксай) — религиозный деятель, один из суфиев-распространителей тариката накшбандия на Северном Кавказе, сын известного религиозного деятеля Башир-Шейха, чеченец по национальности, из тайпа дишний. Предполагается и кумыком.

## Биография
Апти родился в 1249 году от хиджры (1833/34 год), от первого брака с чеченкой из Дышне-Ведено — Сапи (Сапюв). Абдулмуталип (Абдулмуталиб), известен в литературе также под именами Абдулмуталим, Абуталиб, Абутай, Абулай, Апти, Аптай Аксайский, в 1875 году получил иджазу от шейха Ходжа-Ахмада (Хожа-Ахьмад) ал-Яхсави, мюрида своего отца. Шейх Абдулмуталип упоминается в арабографическом сочинении Абусупяна Акаева «Василатун нажат», изданном в Темирханшуре в 1908 году.
Башир-Шейх «шейхство передал своему мюриду Хоже-Ахмаду», а последний — Апти-Шейху, который пользовался большим авторитетом среди населения плоскостных районов Дагестана и Чечни. По мнению А. Г. Киндарова, после ухода из жизни Хож-Ахмада, шейх Абдулмуталип (Апти) стал главой общины накшбандия в Дагестане, Чечне и Ингушетии. В свою очередь он обогатил («силсилат») тариката накшбандия именами шести своих учеников, тоже ставших шейхами. Это Сугаиб-Мулла Гайсумов из Шали (Чечня), Солса-Хаджи Яндаров из Урус-Мартана (Чечня), Абдул-Вахаб-Хаджи Дыдымов из Аксая (Дагестан), Юнус-Шейх из Бамматюрта (Дагестан), Исхак-Хаджи и Арслахан-Хаджи из Гючка-Юрта (сел. Кизляр Северная Осетия).
К чеченцам тарикат проникло в основном от мусульманских ученых Абу и Абти Башировых из с. Аксай. Главным их преемником был Элах-молла из Надтеречного района. Среди чеченцев и ингушей основали свои секты следующие чеченские шейхи—ученики Абу. Абти и Элах-моллы: Солса-хаджи Яндаров, Дени Арсанов, Докку Шаптукаев, Ахматука, Суайп-молла Гайсумов.
Апти-Шейх скончался в 1894 году, был похоронен в Аксае, рядом с зияратом отца Башир-Шайха. Над могилой Апти-Шайха впоследствии последователи построили зиярат. Зиярат чеченцы называют «Абун-Аптин зераташ» — могилы с гробницами святых праведников Абу (Башир-Шейх) и Апти (Апти-Шейх).

## Семья
Абдулмуталип Баширов женился в начале 70-х годов XIX века на Залихат (Залийха, Залха) из Хаммат-Юрта. Она в 1874 году родила первенца Далхата, ставшего впоследствии шейхом с религиозным именем Абу-Талха (чечен. Далхьа). Сам Далхат в документах значится кумыком. Вторая жена Апти-Шейха – Салихат Исакаева из Гючка-Юрта (ныне Кизляр) Моздокского участка Терской области, происходила из чеченского тайпа харачой. Она в 1894 году родила ему второго сына Абдуллаха (Абдулла). Шейх Абдулмуталип Баширов скончался за три месяца до появления младшего сына на свет.
У Апти помимо сыновей было три дочери: Ханипат (Мади, род. 1876), Абидат (Эчюв, род. 1882) и Рабихат (РабаIат, род. 1889). Ханипат вышла замуж за Альберуева Манапа из Аксая (род. 1866), Абидат – за ингуша Тангиева Дауда, а Рабихат – за Абдул-Хамида Яндарова из Урус-Мартана (род. 1880), сына шейха Сулеймана (Солса-Хаджи) Яндарова.

## Память
В селение Верхний-Наур одна из улиц названа в честь Апти-Шейха.